# Wysocy komisarze i gubernatorzy Cypru
Wysocy komisarze i gubernatorzy Cypru – lista brytyjskich wysokich komisarzy i gubernatorów Cypru od 1878 do 1960, czyli od czasu gdy w wyniku następstw po wojnie rosyjsko-tureckiej Cypr dostał się we władanie Wielkiej Brytanii, aż po uzyskanie przez wyspę niepodległości.
Od 22 lipca 1878 do 10 maja 1925 władzę nad Cyprem w imieniu brytyjskich monarchów sprawowali wysocy komisarze, od 1925 do 16 sierpnia 1960 – gubernatorzy.

## Wysocy komisarze
| Nr | Wysoki komisarz                            | Zdjęcie | Od                   | Do                   |
| -- | ------------------------------------------ | ------- | -------------------- | -------------------- |
| 1. | Garnet Wolseley (1833–1913)                |         | 22 lipca 1878        | 23 czerwca 1879      |
| 2. | Robert Biddulph (1835–1918)                |         | 23 czerwca 1879      | 9 marca 1886         |
| 3. | Henry Bulwer (1836–1914)                   |         | 9 marca 1886         | 5 kwietnia 1892      |
| 4. | Walter Sendall (1832–1904)                 |         | 5 kwietnia 1892      | 23 kwietnia 1898     |
| 5. | William Frederick Haynes Smith (1839–1928) |         | 23 kwietnia 1898     | 17 października 1904 |
| 6. | Charles King-Harman (1851–1939)            |         | 17 października 1904 | 12 października 1911 |
| 7. | Hamilton Goold-Adams (1858–1920)           |         | 12 października 1911 | 8 stycznia 1915      |
| 8. | John Clauson (1866–1918)                   |         | 8 stycznia 1915      | 31 grudnia 1918      |
| 9. | Malcolm Stevenson (1878–1927)              |         | 31 grudnia 1918      | 10 maja 1925         |

## Gubernatorzy
| Nr  | Gubernator                            | Zdjęcie | Od                   | Do                   |
| --- | ------------------------------------- | ------- | -------------------- | -------------------- |
| 1.  | Malcolm Stevenson (1878–1927)         |         | 10 maja 1925         | 30 listopada 1926    |
| 2.  | Ronald Storrs (1881–1955)             |         | 30 listopada 1926    | 29 października 1932 |
| 3.  | Reginald Stubbs (1876–1947)           |         | 29 października 1932 | 8 listopada 1933     |
| 4.  | Herbert Palmer (1877–1958)            |         | 8 listopada 1933     | 4 czerwca 1939       |
| 5.  | William Denis Battershill (1896–1959) |         | 4 czerwca 1939       | 3 października 1941  |
| 6.  | Charles Woolley (1893–1981)           |         | 3 października 1941  | 24 października 1946 |
| 7.  | Reginald Fletcher (1885–1961)         |         | 24 października 1946 | 4 sierpnia 1949      |
| 8.  | Andrew Wright (1895–1971)             |         | 4 sierpnia 1949      | 1953                 |
| 9.  | Robert Armitage (1906–1990)           |         | 1954                 | 3 października 1955  |
| 10. | John Harding (1896–1989)              |         | 3 października 1955  | 3 grudnia 1957       |
| 11. | Hugh Foot (1907–1990)                 |         | 3 grudnia 1957       | 16 sierpnia 1960     |